# Korrelációs együttható
A korrelációs együtthatót egy összefüggés numerikus mérésére alkalmazzuk, amely két változó közötti statisztikai kapcsolatot jellemzi. A változók lehetnek egy adott megfigyelési adatkészlet két oszlopa, amelyet gyakran mintának hívnak, vagy egy többváltozós, ismert eloszlású véletlen változó két összetevője.     
Különböző típusú korrelációs együtthatók léteznek. Mindegyik −1 és +1 közötti értéket vehet fel, ahol ± 1 a lehető legerősebb egyezést és 0 a lehető legnagyobb eltérést  jelzi. Az elemzés eszközeként a korrelációs együtthatók problémát is jelentenek, ideértve a kiugró értékek torzítását, valamint annak lehetőségét, hogy helytelenül használják fel a változók közötti okozati összefüggés következtetésére. 

## Típusok

### Pearson
A Pearson-féle korrelációs együttható, más néven r, R, vagy Pearson-féle R, olyan mérőszám, amely az erősségét és az irányát mutatja meg egy lineáris kapcsolat két változója között, amely a változók kovarianciája osztva a standard szórás. Ez a korrelációs együttható legismertebb és leggyakrabban használt típusa. Ha a "korrelációs együttható" kifejezést minősítés nélkül használjuk, ez általában a Pearson eredmény-időpont korrelációs együtthatóra utal. 

### Osztályon belüli
A csoporton belüli korreláció (ICC) egy leíró statisztika, amely akkor használható, ha kvantitatív méréseket végzünk csoportokba rendezett egységeken. Megmutatja, hogy az azonos csoport egységei mennyire hasonlítanak egymáshoz. 

### Rang
A rangkorreláció két változó rangsora vagy ugyanazon változó két rangsorolása közötti kapcsolat mérése: 
- A Spearman rangkorrelációs együttható azt jelzi, hogy a két változó közötti kapcsolatot hogyan lehet monoton funkcióval leírni.
- A Kendall tau rangkorrelációs együttható a rangok azon részének mérése, amely megegyezik két adatbázis között.
- Goodman és Kruskal gamma a kereszttáblázatban szereplő adatok asszociációjának erősségét méri, ha mindkét változó sorrendi szinten volt mérve.

### Tetrakorikus és polikorikus
A polikorikus korrelációs együttható két rendezett-kategorikus változó asszociációját méri. Technikai szempontból úgy határozza meg, hogy a Pearson-féle korrelációs együttható becslését akkor kapnánk, ha (1) a két változót folyamatos skálán mérjük, nem pedig rendezett kategóriájú változóként, és (2) a két folyamatos változó kétváltozós normál eloszlást követ. Ha mindkét változó dichotómikus, nem pedig rendezett-kategorikus, akkor a polikorikus korrelációs együtthatót tetrakorikus korrelációs együtthatónak nevezzük. 

## Fordítás
Ez a szócikk részben vagy egészben  a   Correlation coefficient című angol Wikipédia-szócikk ezen változatának fordításán alapul.  Az eredeti cikk szerkesztőit annak laptörténete sorolja fel. Ez a jelzés csupán a megfogalmazás eredetét és a szerzői jogokat jelzi, nem szolgál a cikkben szereplő információk forrásmegjelöléseként.